# Liste von Flugplätzen in Bolivien
Die Liste von Flugplätzen in Bolivien enthält die wichtigsten Flugplätze und Flughäfen in Bolivien.
Zu den 26 wichtigsten Flughäfen werden jeweils die Kenndaten IATA-Code, ICAO-Code, Klassifizierung, Nutzung, Art der Landebahn und die Stadt, in der sich der Flughafen befindet, angegeben.

## Wichtigste Flughäfen
| Name des Flughafens                                                               | IATA-Code | ICAO-Code | Klassifizierung     | Landebahn                                          | Stadt            | Departamento |
| --------------------------------------------------------------------------------- | --------- | --------- | ------------------- | -------------------------------------------------- | ---------------- | ------------ |
| Flughafen Cobija Aeropuerto Capitán Aníbal Arab                                   | CIJ       | SLCO      |                     |                                                    | Cobija           | Pando        |
| Flughafen Cochabamba Aeropuerto Internacional Jorge Wilstermann                   | CBB       | SLCB      | International       |                                                    | Cochabamba       | Cochabamba   |
| Flughafen Guayaramerín Aeropuerto Capitán Emilio Beltrán                          | GYA       | SLGY      |                     |                                                    | Guayaramerín     | Beni         |
| Flughafen El Alto Aeropuerto Internacional El Alto                                | LPB       | SLLP      | International       | Beton / Gras                                       | La Paz / El Alto | La Paz       |
| Flughafen Oruro Aeropuerto Juan Mendoza                                           | ORU       | SLOR      |                     |                                                    | Oruro            | Oruro        |
| Flughafen Potosí Aeropuerto Capitán Nicolas Rojas                                 | POI       | SLPO      |                     |                                                    | Potosí           | Potosí       |
| Flughafen Puerto Suárez Aeropuerto Capitán Salvador Ogaya                         | PSZ       | SLPS      |                     |                                                    | Puerto Suárez    | Santa Cruz   |
| Flughafen Riberalta Aeropuerto Capitán Selin Zeitun Lopez                         | RIB       | SLRI      |                     |                                                    | Riberalta        | Beni         |
| Flughafen Rurrenabaque Aeropuerto Rurrenabaque                                    | RBQ       | SLRQ      | Regional / National | Asphalt (13–31, 7054 ft.) / Gras (18–36, 4253 ft.) | Rurrenabaque     | Beni         |
| Flughafen Santa Cruz „El Trompillo“ Aeropuerto El Trompillo                       | SRZ       | SLET      |                     |                                                    | Santa Cruz       | Santa Cruz   |
| Flughafen Santa Cruz „Viru Viru Internacional“ Aeropuerto Internacional Viru Viru | VVI       | SLVR      | International       | Beton                                              | Santa Cruz       | Santa Cruz   |
| Flughafen Sucre Aeropuerto Internacional de Alcantarí                             | SRE       | SLAL      |                     | Asphaltiert                                        | Sucre            | Chuquisaca   |
| Flughafen Tarija Aeropuerto Capitán Oriel Lea Plaza                               | TJA       | SLTJ      |                     |                                                    | Tarija           | Tarija       |
| Flughafen Trinidad Aeropuerto Teniente Jorge Henrich Arauz                        | TDD       | SLTR      |                     |                                                    | Trinidad         | Beni         |
| Flughafen Uyuni Aeropuerto Joya Andina                                            | UYU       | SLUY      |                     |                                                    | Uyuni            | Potosí       |
| Flughafen Yacuiba Aeropuerto Yacuiba                                              | BYC       | SLYA      |                     |                                                    | Yacuiba          | Tarija       |

## Weitere Flugplätze
| Name des Flughafens                                                 | IATA-Code | ICAO-Code | Klassifizierung     | Landebahn                            | Stadt                         | Departamento |
| ------------------------------------------------------------------- | --------- | --------- | ------------------- | ------------------------------------ | ----------------------------- | ------------ |
| Flugplatz Apolo Aeropuerto de Apolo                                 | APB       | SLAP      | Regional / National | Beton                                | Apolo                         | La Paz       |
| Flugplatz Ascención de Guarayos Aeropuerto de Ascención de Guarayos | ASC       | SLAS      |                     |                                      | Ascención de Guarayos         | Santa Cruz   |
| Flugplatz Bella Unión Aeropuerto de Bella Unión                     | –         | SLBN      |                     |                                      | Bella Unión / Mamoré          | Beni         |
| Flughafen Bermejo Aeropuerto de Bermejo                             | BJO       | SLBJ      |                     |                                      | Bermejo                       | Tarija       |
| Flugplatz Camiri Aeropuerto Grán Parapetí Camiri                    | CAM       | SLCA      |                     |                                      | Camiri                        | Santa Cruz   |
| Flugplatz Charaña Aeropuerto de Charaña                             | –         | SLCN      |                     |                                      | Charaña                       | La Paz       |
| Flughafen Chimoré Aeropuerto Internacional de Chimoré               | CCA       | SLCH      | International       | Asphalt                              | Chimoré                       | Cochabamba   |
| Flugplatz Concepción Aeropuerto de Concepción                       | CEP       | SLCP      |                     |                                      | Concepción                    | Santa Cruz   |
| Flughafen Copacabana Aeropuerto de Copacabana „Tito Yupanqui“       | –         | SLCC      | National            | Asphalt                              | Copacabana                    | La Paz       |
| Flugplatz Laja Aeropuerto de Laja                                   | –         | SLLJ      |                     |                                      | Laja                          | La Paz       |
| Flugplatz Magdalena Aeropuerto de Magdalena                         | MGD       | SLMG      |                     |                                      | Magdalena                     | Beni         |
| Flughafen Monteagudo Aeropuerto Apiaguaiki Tumpa                    | MHW       | SLAG      | National            | Asphalt                              | Monteagudo                    | Chuquisaca   |
| Flugplatz Puerto Rico Aeropuerto de Puerto Rico                     | PUR       | SLPR      |                     |                                      | Puerto Rico, Provinz Manuripi | Pando        |
| Flugplatz Reyes Aeropuerto de Reyes                                 | REY       | SLRY      | Regional / National | unbefestigte Piste (18–36, 4941 ft.) | Reyes                         | Beni         |
| Flugplatz Roboré Aeropuerto de Roboré                               | RBO       | SLRB      |                     |                                      | Roboré                        | Santa Cruz   |
| Flugplatz San Borja Aeropuerto Capitán Germán Quiroga Guardia       | SRJ       | SLSB      |                     |                                      | San Borja                     | Beni         |
| Flugplatz San Ignacio de Moxos Aeropuerto de San Ignacio de Moxos   | SNM       | SLSM      |                     |                                      | San Ignacio de Moxos          | Beni         |
| Flughafen San Ignacio Aeropuerto Internacional de San Ignacio       | SNG       | SLSI      | International       | Asphalt                              | San Ignacio de Velasco        | Santa Cruz   |
| Flugplatz San Javier Aeropuerto de San Javier                       | SJV       | SLJV      |                     |                                      | San Javier                    | Santa Cruz   |
| Flugplatz San Joaquín Aeropuerto de San Joaquin                     | SJB       | SLJO      |                     |                                      | San Joaquín                   | Beni         |
| Flugplatz San José de Chiquitos Aeropuerto de San José de Chiquitos | SJS       | SLJE      |                     |                                      | San José de Chiquitos         | Santa Cruz   |
| Flugplatz San Matías Aeropuerto de San Matías                       | MQK       | SLTI      |                     |                                      | San Matías                    | Santa Cruz   |
| Flugplatz San Ramón Aeropuerto de San Ramón                         | SRD       | SLRA      |                     |                                      | San Ramón / Mamoré            | Beni         |
| Flugplatz Santa Ana del Yacuma Aeropuerto José Chávez Suárez        | SBL       | SLSA      |                     |                                      | Santa Ana del Yacuma          | Beni         |
| Flugplatz Santa Rosa de Yacuma                                      | SRB       | SLSR      |                     |                                      | Santa Rosa de Yacuma          | Beni         |
| Flugplatz Vallegrande Aeropuerto Capitán Vidal Villagomez Toledo    | VAH       | SLVG      |                     |                                      | Vallegrande                   | Santa Cruz   |
| Flugplatz Villamontes Aeropuerto Tenientecoronel Rafael Pabó        | VLM       | SLVM      |                     |                                      | Villamontes                   | Tarija       |

- Anmerkung: Daten, die nicht bekannt sind, werden mit n. v. (nicht verfügbar) gekennzeichnet.

grau hinterlegt: Internationale Flughäfen (Spalte „Klassifizierung“)